# Хадамар
Хадамар (њем. Hadamar) град је у њемачкој савезној држави Хесен. Једно је од 19 општинских средишта округа Лимбург-Вајлбург. Према процјени из 2010. у граду је живјело 12.330 становника. Посједује регионалну шифру (AGS) 6533007.

## Географски и демографски подаци
Хадамар се налази у савезној држави Хесен у округу Лимбург-Вајлбург. Град се налази на надморској висини од 191 метра. Површина општине износи 41,0 km². У самом граду је, према процјени из 2010. године, живјело 12.330 становника. Просјечна густина становништва износи 301 становника/km².

## Међународна сарадња
| Мјесто           | Држава    | Врста сарадње | Од    |
| ---------------- | --------- | ------------- | ----- |
| Импрунета        | Италија   | партнерство   | 1991. |
| Белрив сир Алије | Француска | партнерство   | 1972. |
| Извор            |           |               |       |